# Linoy Ashram
Linoy Ashram (em hebraico:  לינוי אשרם; Rishon LeZion, 13 de maio de 1999) é uma ginasta israelense, medalhista olímpica.

## Carreira
Ashram conquistou a medalha de ouro nos Jogos Olímpicos de Verão de 2020 em Tóquio na prova feminina da ginástica rítmica com um total de 107.800 pontos na sua performance.